# Assemblea Consultiva (Luxemburg)
L'Assemblea Consultiva (en francés: Assemblée Consultative) de Luxemburg es va establir el 1945 cap al final de la Segona Guerra Mundial, quan es va fer evident que la Cambra de Diputats no podia complir la seva funció constitucional. El punt de l'Assemblea Consultiva era exercir aquests drets concedits a la Càmera per la constitució i les lleis, amb l'excepció dels poders legislatius.
El 10 de setembre de 1944 va tenir lloc la fi de la Segona Guerra Mundial a Luxemburg, es va convocar una sessió de la Càmera per al 6 de desembre de 1944. Dels 55 diputats de la Càmera d'abans de la guerra, solament 25 van estar presents. 9 diputats havien mort, 10 eren encara en les presons alemanyes o camps de concentració, i 9 eren sota sospita de col·laboració amb l'ocupació alemanya. Per tant, amb menys de la meitat dels diputats presents, no hi va haver quòrum, segons l'exigit per la Constitució. La Sala no era capaç de funcionar i prendre decisions.
A instàncies de la Unio'n, l'organització paraigua de la Resistència, es va establir una Assemblea Consultiva per decret, el 22 de febrer de 1945, perquè el Govern d'Alliberament aconsellarà en les seves funcions. Els membres de l'Assemblea van ser nomenats per un altre decret el 12 de març de 1945. Es va iniciar les seves activitats tot just uns dies després que els últims pobles luxemburguesos, a la vora d'Echternach, havien estat alliberats.
A partir del 20 de març de 1945 fins al 16 d'agost del mateix any van tenir lloc 18 sessions de l'Assemblea.

## Membres
| - Joseph Artois - Jean-Pierre Assa - Jean-Pierre Bauer - Nicolas Biever - René Blum - Paul Bohr - Marcel Cahen - Hubert Clément - Emile Colling - Othon Decker - Gaston Diderich - Aloyse Duhr - Léon Flammang - Nelly Flick - Pierre Gansen - Henri Gengler - Pierre Godart - Émile Hamilius - Venant Hildgen - Nicolas Jacoby - Jean Kill - Léon Kinsch - Adolphe Klein - Nicolas Kremer - Ferdinand Kuhn - Jean-Pierre Lenertz - Jean Leischen - Jean Lutgen | - Jean Maroldt - Nicolas Mathieu - Albert Meyers - Denis Netgen - François Neu - Alphonse Osch - Victor Prost - Edouard Reiland - Émile Reuter - Alphonse Rodesch - Emile Schaus - Jean-Pierre Schloesser - Tony Schmit - Pierre Schockmel - Joseph Schroeder - Gustave Schuman - Joseph Simon - Michel Speltz - Dominique Steichen - Robert Stumper - Jean-Jacques Theisen - Dominique Urbany - Arthur Useldinger - Etienne Weber - Camille Welter - Louis Welter - Nikolaus Welter - Victor Wilhelm - Nicolas Wirtgen |